# Czyngis-chan
Czyngis-chan, Dżyngis-chan, do 1206 Temudżyn (Чингис хаан, Czingis chaan, IPA: [ʧiŋɡɪs xa:ŋ], wymowa mongolskaⓘ, Тэмүжин, Temudżin, IPA: [tʰemuʤin]) (ur. według źródeł muzułmańskich w 1155, według źródeł chińskich i mongolskich w 1162 w Deliün Bołdak, w rejonie obecnej Czyty w Rosji, zm. 18 sierpnia 1227) – chan Mongołów i założyciel imperium mongolskiego.

## Pochodzenie
Był synem Jesügeja Baatura, wnuka pierwszego chana Mongołów Kabuła (ok. 1130 i później), oraz Höelün z mongolskiego klanu Ongiratów. Z racji swojego pochodzenia Temudżyn należał do najważniejszego rodu Mongołów, Bordżigin, z którego tradycyjnie wywodzili się mongolscy chanowie.
Źródła podają różne daty jego urodzenia. W chwili śmierci miał mieć 72 lata, co wskazywałoby na rok urodzenia 1155. Jednak Raszid ad-Din (od którego pochodzi informacja o wieku Czyngis-chana w chwili śmierci), jako datę narodzin Temudżyna podaje rok świni: 1152–1153. Chińska kronika – Yuanshi podaje rok 1161, a tradycja mongolska wskazuje rok 1162. Niektórzy historycy przesuwają datę jego narodzin nawet do 1167 roku. Rok 1162 jest uważany przez większość współczesnych badaczy za datę najbardziej prawdopodobną.
Znana jest nazwa miejsca urodzenia – Deli’un Bodak, jednak noszą ją co najmniej dwa wzgórza w Mongolii. Imię otrzymał po tatarskim wodzu Temudżynie Ügu, którego przed narodzinami Czyngis-chana wziął do niewoli jego ojciec.

## Młodość
Gdy miał 8 lub 9 lat, ojciec zeswatał go ze starszą o rok Börte, córką Deja Mądrego, wodza Ongiratów. Zgodnie z mongolskim obyczajem Jesügej odwiózł Temudżyna do domu jego przyszłego teścia i tam pozostawił. Jego pobyt u Ongiratów trwał jednak tylko kilka dni, gdyż Jesügej zmarł wkrótce po powrocie, prawdopodobnie otruty przez spotkanych po drodze Tatarów. Przed śmiercią zdążył jeszcze nakazać jednemu ze swych dostojników, Mönglikowi, sprowadzenie syna do obozu.
Temudżyn formalnie przejął władzę nad rodem (choć przypuszczalnie nie był najstarszym synem), ale rzeczywistą władzę sprawowała jego matka. Wkrótce na skutek sporów Höelün z wdowami po jednym z poprzednich chanów – Ambakaju, orda Jesügeja rozpadła się i następne kilka lat Temudżyn przeżył w biedzie z matką i braćmi.
W wieku 10 lat zawarł pakt braterstwa ze starszym o rok Dżamuką, przyszłym wodzem Dżadżiarytów. W tym czasie wraz z bratem Kasarem, zabił innego ze swoich braci – skonfliktowanego z nimi Bektera (był on jego bratem przyrodnim, przypuszczalnie najstarszym z synów Jesügeja). Później dostał się do niewoli swoich niedawnych poddanych, Tajcziutów. Jednak uciekł z niej i dzięki osobistym relacjom z przedstawicielami mongolskiej elity powoli odbudował swoją pozycję. Najpierw poślubił Börte. Następnie zdobył poparcie władcy Kereitów To’oriła Ong-chana, dawnego sojusznika swego ojca, który w zamian za dar w postaci futra sobolowego (było ono częścią posagu Börte), obiecał oddać Temudżynowi jego lud.

## Droga do władzy

### Własna orda
W roku 1180 na jego obozowisko napadli Merkici, porywając m.in. jego żonę. Było to prawdopodobnie zemstą rodową za porwanie Höelün. Temudżyn zwrócił się o pomoc do Ong-chana, który obiecał odbić Börte. Osobiście przyłączył się do Temudżyna z dwoma tümenami wojska i do tego samego zobowiązał Dżamukę (zarówno Temudżyn, jak i Dżamuka uznawali wówczas dość luźne zwierzchnictwo Ong-chana). Dżamuka przybył na tę wyprawę z jednym własnym tümenem i jednym zebranym z ludzi Temudżyna, co pokazuje, że władza Temudżyna była w tym czasie iluzoryczna i Dżamuka miał wyższy autorytet nawet wśród jego własnych poddanych. Wyprawa odbyła się w kilka miesięcy po porwaniu. Sojusznicy rozbili Merkitów i odbili Börte, która, jak się okazało, była w ciąży (urodziła syna Dżocziego). Po bitwie Ong-chan odłączył się i powrócił do siebie, zaś Temudżyn i Dżamuka uroczyście odnowili zawarte przed laty braterstwo i obozowali wspólnie przez półtora roku.
W 1182 z niewyjaśnionych przyczyn rozstali się we wrogiej atmosferze. Dżamuka miał wedle Tajnej historii Mongołów wypowiedzieć zdanie: „Załóżmy obóz tuż koło góry! Niechaj nasi koniuchowie mają namioty! Załóżmy obóz tuż koło rzeki! Niechaj nasi owczarze i pasący jagnięta mają pożywienie”. Zdezorientowany Temudżyn poprosił matkę o jego wyjaśnienie, jednak szybciej odpowiedziała Börte, twierdząc, że Dżamuka już się nimi przesycił i należy go porzucić. Temudżyn posłuchał jej rady i nie zatrzymał się na noc we wspólnym obozie, lecz wraz ze swymi ludźmi oddzielił się od niego i własny obóz rozłożył dopiero następnego dnia.

### Temudżyn Czyngis-chanem
Bezpośrednio po odejściu Dżamuki, do Temudżyna zaczęli się przyłączać liczni, drobni wodzowie ze swoimi oddziałami i wkrótce ogłosili go Czyngis-chanem. Tajna historia Mongołów przedstawia to wydarzenie jako nagłe (wedle interpretacji Lwa Gumilowa miało ono miejsce dzień po rozstaniu z Dżamuką) i nie wspomina żadnych dyskusji towarzyszących wyborowi. Inne źródła mówią jednak, że Temudżyn nie był jedynym kandydatem i przed nim władzę chana proponowano jego kuzynom Secze-bekiemu i Tajczu – prawnukom Kabuł-chana oraz jego wnukowi Ałanowi. Dopiero gdy oni kolejno odmówili, zwrócono się do Temudżyna, który propozycję przyjął.
Przyznanie tytułu nowemu chanowi miał ogłosić syn Mönglika, wielki szaman, Kököczü Teb-Tengri. Tytuł ten miał oznaczać władcę Mongołów, a w istocie czynił Temudżyna jedynie pretendentem do tej władzy – podlegali mu jedynie ci, którzy dobrowolnie złożyli przysięgę wierności. Przysięga ta stanowiła zalążek jasy – prawa Wielkiej Ordy. Zawierała zestaw obowiązków żołnierza: uczestnictwo w wojnach i polowaniach oraz kary za nieposłuszeństwo: na wojnie śmierć, a w czasie pokoju pozbawienie majątku i rodziny oraz wygnanie.
Według Tajnej historii, przysięgę złożyli wspomniani wyżej krewni Temudżyna: Ałan i Secze-beki. Wybór Temudżyna został zaakceptowany przez Ong-chana, przy czym dla niego oznaczało to jedynie rezygnację ze zwierzchnictwa nad nim i uznanie go równorzędnym władcą (być może nawet zachował jakąś formalną zwierzchność).
Nowy chan został jednak zignorowany przez Dżamukę i większość Mongołów, czyli tych, którzy mieli podlegać jego władzy. Wkrótce po tych wydarzeniach jeden z wodzów podległych Czyngis-chanowi zabił Tajczara, brata Dżamuki, po czym doszło do wojny między niedawnymi sojusznikami. Do Dżamuki przyłączyło się 13 rodów mongolskich, które prawdopodobnie czekały na pierwszą okazję do przeciwstawienia się pretendującemu do władzy nad nimi Czyngis-chanowi. Dżamuka pokonał go w bitwie pod Dałan Bałdżit, po czym zabił jeńców i odjechał, pozostawiając zdezorientowaną armię, której część natychmiast przeszła na stronę Czyngis-chana.
W następnych latach Czyngis-chan walczył m.in. z Tatarami, w sojuszu z Ong-chanem i chińsko-dżurdżeńskim państwem Jin. Wtedy w 1183 roku uzyskał chińskie tytuły urzędnicze: Dża’utkuri, a być może także Dżaotao (komisarza).
To’oriłowi Chińczycy nadali znacznie wyższy tytuł Króla – Ong, który stał się odtąd jego imieniem. Ta różnica tytułów świadczy, że Czyngis-chan wciąż był znacznie słabszy od wodza Kereitów i być może wciąż był jego wasalem. Feliks Koneczny uważał, że dla uzyskania chińskiego tytułu urzędniczego Czyngis-chan musiał zdać egzamin, co oznaczałoby, że znał dobrze chińskie pismo i prawo. Inni historycy przyjmują jednak, że były to tytuły czysto honorowe, nadane jedynie za pomoc w wojnie.
O ile wcześniejsze posunięcia Temudżyna (sojusz z Kereitami, walki z Merkitami) były kontynuacją tradycyjnej polityki mongolskiej, jaką prowadził m.in. jego ojciec, o tyle sojusz z państwem Jin był jej zdecydowaną zmianą. Sojusz ten był wprawdzie jedynie taktyczny, podyktowany odziedziczoną wrogością do Tatarów – domniemanych sprawców śmierci Jesügeja, niemniej był pierwszym znakiem świadczącym, że Czyngis-chan zamierza zmienić polityczne status quo regionu. Ta pierwsza próba przypuszczalnie skończyła się źle. Po sukcesach w walkach z Tatarami Czyngis-chan kilka lat miał spędzić w dżurdżeńskiej niewoli.
Informacja dotycząca pobytu Czyngis-chana w niewoli nie jest pewna, wiadomo jednak, że przez kilka lub kilkanaście lat nie przejawiał żadnej aktywności politycznej. Pod koniec lat 90. znów znalazł się w Mongolii na czele swojej ordy. W 1197 roku pomógł Ong-chanowi odzyskać odebrany mu przez Najmanów tron. Jego siła militarna nie była wówczas zbyt duża, jednak przetrwanie ordy w okresie niewoli wodza świadczy o stabilności zdobytej władzy. Większość Mongołów zachowywała niezależność, jednak nie było wśród nich wodza, który wystąpiłby przeciw Czyngis-chanowi. On też wydawał się zadowalać swoją pozycją, dbając raczej o dyscyplinę wśród własnej ordy i umocnienie sojuszu z Kereitami niż o rozszerzenie swej władzy.

### Datowanie wczesnych wydarzeń z życia Temudżyna
Niewiele źródeł opisuje wczesny okres życia i działalności Temudżyna. Najwięcej informacji na ten temat zawiera Tajna historia Mongołów. O ile jednak większość naukowców przyjmuje prawdziwość najważniejszych z opisywanych tam faktów, o tyle często kwestionują oni podane w kronice daty wydarzeń.
Głównym źródłem kontrowersji jest kilkunastoletnia luka w przedstawionym w Tajnej historii życiorysie młodego Czyngis-chana – między rokiem 1183 a 1200 nie notuje ona żadnych wydarzeń. Jedynym faktem wymienianym w kronice, który można umieścić gdzieś w tym okresie, jest historia politycznych wolt Ong-chana, którą Czyngis-chan przypomina w liście do niego. Jednak sam Czyngis nie bierze w większości z nich udziału, dopiero na końcu wspomagając sojusznika i przywracając mu władzę.
Z tego względu niektórzy historycy, wątpiąc w tak długą bezczynność energicznego wodza, przesuwają takie wydarzenia, jak porwanie Börte i wojnę z Merkitami oraz uznanie Temudżyna Czyngis-chanem z początku lat 80. na okres późniejszy. I tak np. Louis Hambis umieszcza porwanie Börte nie w roku 1180, ale w 1184, zaś ogłoszenie Temudżyna Czyngis-chanem między 1187 a 1189. Tę koncepcję, przynajmniej w części dotyczącą porwania Börte, przyjmuje też John Man. László Lőrincz uważa, że Temudżyn został chanem w 1190 roku. Jack Weatherford porwanie Börte umieszcza w 1178, wybór na chana – w 1189, rok później bitwę pod Dałan Bałdżit, a wyprawę na Tatarów – dopiero w 1196. Stanisław Kałużyński cały ciąg zdarzeń od porwania Börte widzi w nieokreślonych dokładnie okolicach roku 1200.
Znaczne przesunięcie dat rozwiązuje wprawdzie problem bezczynności Temudżyna, rodzi jednak inne wątpliwości. Wiadomo choćby, że jego trzeci syn Ugedej już w 1203 roku był na tyle dorosły, aby samodzielnie z dala od ojca brać udział w bitwie. Musiał więc już mieć co najmniej kilkanaście lat, zaś porwanie Börte musiało się odbyć kilka lat przed jego narodzinami, zatem z pewnością w latach 80. i to raczej w ich pierwszej połowie (w chwili śmierci miał mieć 56 lat, co wskazywałoby rok 1185).
Dat z Tajnej historii Mongołów broni Lew Gumilow, uzasadniając je właśnie wiekiem synów Czyngis-chana, a także uzasadniając lukę w jego życiorysie kilkunastoletnią niewolą dżurdżeńską, którą mongolscy kronikarze chcieli – jego zdaniem – ukryć. Jedyną występującą we wczesnych źródłach informacją bezpośrednio kwestionującą tę chronologię jest wiek Dżocziego, który w chwili śmierci w 1227 roku miał mieć trzydzieści kilka lat. Mógłby się zatem urodzić najwcześniej pod koniec lat 80., co jednak zupełnie nie zgadza się z wiekiem pozostałych synów Temudżyna.

### Mongolska wojna domowa
Sytuacja zmieniła się w roku 1201, gdy powstała, skierowana przeciw Czyngis-chanowi i Ong-chanowi, koalicja plemion mongolskich, tatarskich i najmańskich. Obrała ona swoim wodzem Dżamukę, nadając mu tytuł Gurchana: chana powszechnego. Koalicja ta rozpadła się wprawdzie już podczas pierwszej bitwy pod Köjten, nie zatrzymało to jednak wojny.
Tym razem, wszystkie strony konfliktu: Najmanowie, Dżamuka i Czyngis-chan, dążyły do ostatecznego rozstrzygnięcia. Po bitwie Czyngis-chan ruszył w pościg za Tajczutami, których rozbił i przyłączył do swojej ordy, a Ong-chan – za Dżamuką. Nic nie wiadomo o rezultatach tego drugiego pościgu, ale rok później Dżamuka stał się ważnym doradcą Ong-chana.
W tym samym roku Czyngis-chan odparł atak Merkitów w miejscowości Tersüt. Jesienią 1202 roku pod Dałan Nemürges pokonał Tatarów. Po tej bitwie wydał rozkaz ścięcia wszystkich jeńców, powyżej osi wozu. Następnie u boku Ong-chana pokonał Najmanów nad jeziorem Kisził Basz (dziś Baga-nur), jednak przed następnym starciem z nimi Ong-chan pod wpływem Dżamuki zerwał sojusz z Czyngis-chanem.
Ong-chan, ścigany przez Najmanów, musiał wezwać Temudżyna na pomoc. Tym razem nie był już równorzędnym sojusznikiem i w zamian za ratunek, musiał wydziedziczyć swojego syna i uznać Czyngis-chana swoim spadkobiercą.
Czyngis-chan starał się wówczas o małżeństwo swojego najstarszego syna Dżocziego z córką Ong-chana, której mu jednak początkowo odmówiono. Usynowienie Czyngis-chana wzmocniło pozycję Dżamuki, który namówił syna To’oriła – Nikła Sengüma do buntu, a następnie, mając poparcie kereickich możnych, zmusił Ong-chana do zerwania sojuszu.
Początkowo Kereici zamierzali zabić Czyngis-chana podstępem. Wiosną 1203 roku, zgodzili się na ślub Dżocziego i córki Ong-chana i zaprosili Temudżyna na przyjęcie zaręczynowe. Ten wyruszył na nie z zaledwie 10 ludźmi, lecz ostrzeżony w drodze przez Mönglika zawrócił, a po uniknięciu kolejnej pułapki zaczął uciekać, zbierając jednocześnie armię. Po kilku dniach pogoni, przegrał z Kereitami dowodzonymi prawdopodobnie przez Dżamukę pod Kałakałdżit-elet, ale dzięki tej bitwie udało mu się uciec.
Wedle Tajnej historii, Czyngis-chan miał po tej bitwie jedynie 2600 żołnierzy (Raszid ad-Din podaje liczbę 4600). Przez pół roku toczył negocjacje pokojowe z Ong-chanem, którego w międzyczasie opuścił Dżamuka, aby jesienią tego samego roku napaść na jego obóz i rozbić go, zmuszając do samotnej ucieczki, podczas której Ong-chan zginął, Kereici zaś zostali włączeni do ordy zwycięzcy.
W roku 1204, na stokach góry Kun, pokonał Najmanów i walczącego u ich boku Dżamukę. Dopiero po tym zwycięstwie większość mongolskich stronników Dżamuki przeszła na stronę Czyngis-chana. Jesienią tego samego roku pod Karadał Hudża’ur pokonał Merkitów i włączył większość z nich do swojej ordy. Rok później, w bitwie nad Irtyszem, pokonał połączone siły niedobitków Najmanów i Merkitów, po czym skazał na śmierć zdradzonego przez własnych żołnierzy Dżamukę. Walki lat 1201–1206 wszystkie strony postrzegały jako wojnę domową. Mimo że nie wszystkie zaangażowane w nią plemiona były blisko spokrewnione (Najmanowie to lud turecki, reszta plemion była pochodzenia mongolskiego), a niektóre dzieliła wielopokoleniowa wrogość (np. Mongołów i Tatarów), to wszystkie uznawały, że ludy zamieszkujące stepy stanowią, czy też przynajmniej powinny stanowić, jeden organizm polityczny.

## Organizacja i rozbudowa imperium

Imperium mongolskie w czasach Czyngis-chana i jego następców
(na mapie współczesne granice państw)

### Wielki kurułtaj
W 1206 roku odbył się wielki kurułtaj – zjazd wszystkich podbitych ludów u źródeł Ononu. Zjazd ten formalnie uznał Temudżyna władcą wszystkich podbitych ludów z tytułem kagana. Oznaczało to formalny początek nowego organizmu politycznego: imperium mongolskiego.
Doszło tam również do organizacji dworu Czyngis-chana oraz reorganizacji armii: podział na 95 minganów (a zatem liczyła ona w tym momencie ok. 95 tys. żołnierzy) i wyznaczenie ich dowódców. Rozbudowano też gwardię osobistą Czyngis-chana: Straż Nocną z 80 do 1 tys., Straż Dzienną z 70 do 8 tys. osób i dodatkowy oddział łuczników w sile 1 tys., przy czym liczebność Straży Nocnej miała pozostać tajna (być może tajna miała być jedynie wielkość jej oddziału aktualnie pełniącego służbę). Straż Nocna miała też pełnić ogólną kontrolę nad życiem dworu.
Czyngis-chan zreformował także sądownictwo. Najwyższą władzę sądową powierzył Szigiemu Kutuku, z pochodzenia Tatarowi. Spisywane przez Szigiego w Błękitnej Księdze wyroki miały stanowić podstawę prawa dla następnych pokoleń i nie mogły już zostać zmienione. Informacja o Błękitnej Księdze jest pierwszym potwierdzeniem na używanie pisma na dworze mongolskim. W tym czasie powstała również kancelaria Wielkiego Chana, a jej pierwszym szefem i organizatorem był Ujgur – Tatatunga, były szef kancelarii Najmanów.

### Pierwsze podboje i walki wewnętrzne
W ciągu 3 następnych lat Czyngis-chan, przeważnie bez walki (wystarczyła demonstracja siły), podporządkowywał sobie liczne, drobne ludy stepu i południowej Syberii. W tym czasie musiał też zmierzyć się z opozycją wewnętrzną rodu Kongoktan, z którego wywodził się m.in. wielki szaman Mongołów – Kököczü Teb-Tengri, wpływowy doradca chana.
Kongoktanowie nie atakowali bezpośrednio Temudżyna, ale starali się podporządkować sobie lub odsunąć od wpływów jego braci, a Teb-Tengri zaczął organizować równoległy do chańskiego dwór. Początkowo była to polityka skuteczna. Czyngis-chan dał się sprowokować do konfliktu z bratem Kasarem, w końcu jednak zgodził się, aby inny jego brat, Otczigin, zorganizował zamach na Teb-Tengriego. Pod pretekstem pojedynku (walka wręcz była częstym sposobem rozwiązywania konfliktów na dworze mongolskim) słudzy Otczigina złamali kręgosłup szamana w przedsionku namiotu Czyngis-chana. Mimo że bracia zabitego po jego śmierci rzucili się na Temudżyna, któremu ledwie udało się uciec pod ochronę straży, to nie zostali w żaden sposób ukarani. Lew Gumilow twierdzi, że spór z Teb-Tengrim miał wielki wpływ na ukształtowanie stosunku rodu Czyngis-chana do religii, który cechował się od tej pory z jednej strony tolerancją, a z drugiej niedopuszczaniem kapłanów żadnej religii do wpływu na rodzinę chana.

### Wielkie podboje

Podboje Czyngis-chana

W roku 1209 do państwa Czyngis-chana dobrowolnie przyłączyli się Ujgurzy, odrzucając dotychczasowe zwierzchnictwo karakitańskie. Niektórzy historycy uważają, że to właśnie ujgurscy kupcy, dążący do opanowania szlaków handlowych przyczynili się do dalszej ekspansji Mongołów (a przede wszystkim ją sfinansowali) zwłaszcza do ataku na Chiny.
Następnie w tym samym roku, chan zaatakował Tangutów (już w dwóch wcześniejszych latach miały miejsce małe najazdy mongolskie na ich państwo), których wojska rozbił, nie udało mu się jednak zdobyć ich stolicy. Mimo udanej obrony Tanguci zdecydowali się zakończyć wojnę i zawrzeć sojusz z Mongołami. Prawdopodobnie celem ataku na Tangutów było zabezpieczenie flanki przed atakiem na państwo Dżurdżenów. Być może podczas wojny z Tangutami, Czyngis-chan po raz pierwszy użył na dużą skalę wojsk inżynieryjnych. Próbował bez powodzenia zatopić tanguską stolicę, zmieniając bieg rzeki Huang He. Wojna jednak zakończyła się sukcesem. Lew Gumilow uważa, że to sami Tanguci wykorzystali rzekę do zatopienia mongolskiego obozu. Niewątpliwe jest jednak, że później (choćby w 1221 podczas oblężenia Urgenczu), Mongołowie stosowali skutecznie tę metodę do zatapiania wrogich miast.

#### Podbój Chin
W 1211 Czyngis-chan zaatakował chińskie (choć rządzone przez Dżurdżenów) państwo Jin. Oficjalnymi powodami ataku były: dawne mordy Dżurdżenów na chanach mongolskich (w Chinach zabity został m.in. Ambakaj), a także prześladowania, jakim miał podlegać spokrewniony z Mongołami lud Kitanów (kitańscy posłowie mieli prosić chana o interwencję już w 1208 roku). O ile pierwszy powód był obliczony na przekonanie o słuszności wyprawy własnych poddanych, o tyle drugi miał na celu przede wszystkim zdobycie sprzymierzeńców po stronie chińskiej.
Kitanowie – dawni władcy północnych Chin – stanowili znaczną część armii dżurdżeńskiej. Być może jednym z powodów wojny było także żądanie uznania przez Czyngis-chana dżurdżeńskiego zwierzchnictwa. Jednocześnie z atakiem mongolskim od północy ruszył, być może uzgodniony z Mongołami, atak Cesarstwa Song od południa (ten atak został jednak szybko odparty przez Dżurdżenów). Czyngis-chan zabrał na tę wyprawę wszystkich swoich synów, jednak funkcje dowódcze powierzył doświadczonym wodzom Dżebe i Mukalemu.
Już w pierwszym roku wojny Mongołowie odnieśli znaczny sukces. W pierwszym uderzeniu zdobyli nadgraniczne miasta Fuzhou (obecnie Zhangbei) i Xuande (obecnie Xuanhua). Następnie, dzięki wykonanemu przez Dżebe pozorowanemu odwrotowi, pokonali pierwszą, znaczącą armię dżurdżeńską, broniącą przełęczy Czabczijalskiej (chiń. Juyongguan). Na ich stronę przeszła większość Kitanów. Do swojej armii włączył ich dowodzący wschodnim skrzydłem (działającym na terytorium południowej Mandżurii) Dżebe. On też zdobył miasto Liaoyang, znów pozorując odwrót, a następnie uderzając na ścigających go Dżurdżenów.
W roku 1214 Czyngis-chan podszedł pod Pekin, którego jednak chyba nie miał zamiaru zdobywać. Demonstracja siły była na tyle skuteczna, że Dżurdżeni poprosili o pokój, godząc się na zależność od Mongołów i podział państwa z Kitanami. Armia mongolska miała pozostać w Chinach jedynie do następnego roku (Wycofanie się przez pustynię Gobi zimą nie było możliwe). Jednak w 1215 roku, znów wybuchła wojna. Jej przyczyną było przetrzymanie na dworze dżurdżeńskim mongolskich posłów skierowanych do dynastii Song i przeniesienie dżurdżeńskiej stolicy ze znajdującego się w zasięgu wojsk mongolskich Pekinu na południe, co zostało odebrane jako przygotowania do wojny.
W ciągu roku 1215 Czyngis-chan łatwo zajął Pekin i pozostałe terytoria dżurdżeńskie na północ od Huang He. W 1216 roku wraz z większością armii powrócił do Mongolii z ogromnymi łupami. Założył wówczas pierwszą, krótkotrwałą stolicę imperium – Awargę. W Chinach pozostawił część armii pod dowództwem Mukalego. Jednak mimo tych wysiłków podbój państwa Dżurdżenów zakończył dopiero następca Czyngis-chana. Poza bogactwami materialnymi Czyngis-chan przywiózł z Chin również wielu wykształconych ludzi, którzy w przyszłości znacznie wpłynęli na oblicze imperium. Był wśród nich Yelü Chucai, który początkowo zasłynął jako wróżbita, ale już za rządów Ugedeja został szefem kancelarii chańskiej.

#### Konflikty na zachodzie Imperium
Tymczasem musiał skupić uwagę na kierunku zachodnim, gdzie niebezpiecznie wzmocniły się pobite przez niego plemiona Najmanów i Merkitów, które pod wodzą najmańskiego następcy tronu Küczlüka, opanowały Chanat Kara Kitajów. Należy tu podkreślić, że o ile do wojny z Chinami doszło z inicjatywy Mongołów (co było kontynuacją wielowiekowych konfliktów między Chinami a Wielkim Stepem), o tyle w konflikty na zachodzie został wciągnięty przypuszczalnie wbrew własnej woli.
W 1216 roku najstarszy syn Czyngis-chana Dżoczi powstrzymał rajd Merkitów, po czym ruszył za nimi w pogoń i rozbił ich nad rzeką Irgiz, gdzie z nieznanych powodów został zaatakowany przez władcę Chorezmu Mohameda. Dżoczi odparł atak i wycofał się wraz ze swoim oddziałem do Mongolii. Według innych źródeł, bitwę wygrali Chorezmijczycy, odpierając tym samym pierwszą próbę mongolskiego ataku.
Dwa lata później Kara Kitajowie i Najmanowie Küczlüka zaatakowali sprzymierzone z Mongołami miasto Ałmałyk, którego władca ożeniony był z wnuczką Czyngis-chana. Chan natychmiast zorganizował wyprawę ratunkową. Na wieść o zbliżaniu się Mongołów, pod wodzą Dżebego, armia Küczlüka rozpadła się, a Kara Kitajowie bez walki przystali do imperium mongolskiego. Wyprawa ta została odebrana jako wyzwolenie przez muzułmańską część ludności Chanatu Kara Kitajskiego, która była prześladowana przez Küczlüka.

#### Wojna z Chorezmem
W tym samym roku 1218, na rozkaz władcy Chorezmu w mieście Otrar, została zatrzymana karawana idąca z Mongolii. Czyngis-chan wysłał poselstwo w celu wynegocjowania jej uwolnienia, jednak Chorezmijczycy zabili jednego z posłów, co w oczach Mongołów było równoznaczne z wypowiedzeniem wojny.
Późniejsze źródła muzułmańskie podają, że do wojny miał namawiać Czyngis-chana, wrogi Chorezmowi kalif, jednak jest to najprawdopodobniej informacja fałszywa.
W tym czasie, około roku 1220, założył Karakorum. Początkowo było ono zaledwie bazą wojskową, później przekształciło się w stolicę państwa. Chorezm nie wykorzystał przewagi liczebnej swej armii (według różnych źródeł od 300 do 400 tys. żołnierzy, wobec armii mongolskiej, liczącej od 100 do 200 tys. ludzi), która została podzielona na wiele garnizonów w różnych miastach. Atak rozpoczęto w 1220 od nadgranicznego Otraru, pod którym Czyngis-chan pozostawił część armii pod dowództwem Czagataja i Ugedeja. Sam z głównymi siłami zaatakował i zdobył Bucharę, a następnie Samarkandę.
Po zdobyciu Buchary, przemawiał do przedstawicieli zebranej w meczecie miejscowej elity dowodząc, że zwycięstwo zostało mu dane przez Boga ze względu na ich grzechy. Mohamed uciekł na zachód, a jego armia rozpadła się z powodu sporów między dowódcami. W pościg za nim zostali wysłani Dżebe i Subedej. Mohamed umarł w tym samym roku lub na początku 1221 na jednej z wysp Morza Kaspijskiego. Obronę usiłował podjąć jego syn Dżalal ad-Din Manguberti, który tymczasem opuścił właściwy Chorezm i zorganizował nowe centrum państwa w Ghazni w dzisiejszym Afganistanie.
W 1221 roku Dżalal ad-Din początkowo zwyciężył 30-tysięczną armię mongolską pod dowództwem Szigiego Kutuku w dwudniowej bitwie pod Perwanem, lecz następnie uciekł przed głównymi siłami Czyngis-chana w kierunku Indii i przegrał z nim w bitwie nad Indusem. W Indiach zwerbował później nową armię i po 1225 roku odbudował przy jej pomocy silne państwo obejmujące południowe prowincje dawnego Imperium, które ostatecznie zostało pokonane za rządów Ugedeja.
Czyngis-chan wkroczył do Indii, być może z zamiarem powrotu do Mongolii drogą na południe od Himalajów, lecz wkrótce, wobec nieprzystosowania mongolskich żołnierzy do warunków pogodowych subkontynentu, wycofał się z nich.
W tym samym roku Dżoczi Czagataj i Ugedej, po długim oblężeniu, zdobyli stolicę Chorezmu Urgencz. Tym samym Mongołowie faktycznie rozbili Chorezm, choć opanowali jedynie jego północną część, a i w niej musieli w najbliższych latach tłumić liczne bunty. W czasie wojny z Chorezmem Mongolią zarządzał najmłodszy z braci chana Otczigin. Podobnie, jak w Chinach, tak i w Chorezmie Czyngis-chan starał się skupić na swoim dworze przedstawicieli miejscowej elity intelektualnej. Najważniejszymi spośród nich byli Mahmud Jalawacz i jego syn Masud. Mahmudowi została powierzona cywilna administracja Mawarannahru, później zaś na tym stanowisku miał go zastąpić jego syn.

#### Rajd Subedeja i Dżebe
W roku 1222 Czyngis-chan wysłał ekspedycję (w sile 2 tumenów) przeciw Połowcom, którzy wielokrotnie walczyli z Mongołami, wspierając Merkitów. Niektórzy historycy uważają, że była to jedynie wyprawa zwiadowcza niemająca żadnych konkretnych celów politycznych czy militarnych. Wyprawa ta, pod dowództwem Dżebe i Subedeja, najpierw przechodząc przez Kaukaz, rozbiła wojska gruzińskie, a następnie w bitwie nad Kałką pokonała połączone siły Połowców i książąt ruskich. Rusini przed bitwą zabili posłów mongolskich, co stało się później pretekstem do wyprawy Batu-chana, która podbiła Ruś. W drodze powrotnej, oddział ten został zdziesiątkowany w Bułgarii Kamskiej, gdzie zginął m.in. Dżebe (bitwa w Zakolu Samary).

#### Podbój Xixia
W roku 1226 Temudżyn uderzył na Xixia, państwo Tangutów, którzy 7 lat wcześniej złamali warunki sojuszu, odmawiając przysyłania posiłków na wojnę z Chorezmem. Rok później 18 sierpnia Czyngis-chan zmarł podczas oblężenia tanguckiej stolicy Edziny. Informacja o jego śmierci została ogłoszona dopiero po zdobyciu miasta, a miejsce pochówku do dziś pozostaje nieznane.

## Podział Imperium
W roku 1218 lub 1219, pod wpływem jednej z młodszych żon – Jesüj-katun, zdecydował się na określenie zasad podziału państwa między synów, jaki miał nastąpić po jego śmierci. Podczas dyskusji nad tym podziałem doszło do konfliktu między synami. Czyngis-chan chciał, żeby jako pierwszy swoje propozycje, czy też prośby, przedstawił najstarszy Dżoczi, na co oburzony Czagataj zapytał: „Czy zwracając się do Dżocziego, żeby zabrał głos, chcesz może powiedzieć, że jemu zamierzasz oddać władzę? Jak możemy pozwolić rządzić temu merkickiemu podrzutkowi”. Dżoczi rzucił się na Czagataja, lecz bracia zostali rozdzieleni przez dworzan.
Następnie, po upomnieniu przez ojca, Czagataj zaproponował, aby władzę zwierzchnią przekazać Ugedejowi, z czym zgodził się również Dżoczi, i co Czyngis-chan zaakceptował. Podział terytorialny zmieniał się później wraz z kolejnymi podbojami. Ostatecznie Ugedej wraz z tytułem Wielkiego Chana otrzymał zachodnią Mongolię i Dżungarię. Poza władzą zwierzchnią nad braćmi miał sprawować bezpośrednią kontrolę nad miastami we wszystkich częściach imperium, a także nad podbitymi terenami zamieszkanymi przez ludność osiadłą. Ziemie położone w środkowej Azji na wschód od Amu-darii otrzymał Czagataj. Tereny rodzinne Czyngis-chana – wschodnią Mongolię (a także północne Chiny) – zgodnie z mongolską tradycją otrzymał najmłodszy syn Tołuj. Najstarszy syn Dżoczi zmarł przedwcześnie i jego miejsce zajął jego syn – Batu-chan, któremu przypadła zachodnia Syberia od Irtyszu do Uralu. Własne, niewielkie udziały, na mongolsko-mandżurskim pograniczu, otrzymali także bracia Czyngis-chana. Przekazując dziedzictwo Ugedejowi, chan miał podkreślić, że oddaje władzę jemu, a nie jego rodowi. Dziedzicem Ugedeja mógł zostać każdy potomek Czyngis-chana.

## Religia
Religia wyznawana przez Czyngis-chana stanowi przedmiot sporu naukowców. Niektórzy uważają, że była to jakaś odmiana bön. Inni, jak Feliks Koneczny uznają, że Temudżyn stworzył, czy też przynajmniej próbował stworzyć, własną religię, funkcjonuje też określenie czarna religia, mające oznaczać tradycyjne i autochtoniczne wierzenia Mongołów. Podkreślane są też związki z zoroastryzmem, wreszcie stosuje się ogólne i niejasne pojęcie szamanizm.
Wiadomo, że Czyngis-chan czcił Wieczne Niebo i uznawał je do pewnego stopnia za tożsame z Bogiem religii monoteistycznych, stąd w wypowiedziach kierowanych do przedstawicieli obcych narodów mówił po prostu o Bogu. Czyngis-chan wielokrotnie podkreślał, że to właśnie z wyroku Wiecznego Nieba zdobył władzę i ono pozwala mu wygrywać kolejne wojny. Sam był uważany za syna Nieba. Mniejszą czcią otaczał Ziemię, czasami jako Matkę Ziemię.
Marco Polo napisał później, że Mongołowie do bóstwa niebiańskiego modlą się tylko o zdrowie ducha i ciała, zaś do ziemskiego – o trzody, dzieci i zboża.
Lew Gumilow wysunął teorię, że Ziemia była bóstwem negatywnym – odpowiednikiem Arymana. Wydaje się, że religia ta nie miała żadnej własnej nazwy, a jej wyznawców określano po prostu jako Mongołów.
Pewną czcią Czyngis-chan otaczał także górę Burchan Chaldun, na której w młodości kilkakrotnie chronił się przed wrogami. Uważał jednak, że miejsce to jest szczególne nie samo z siebie, ale również z woli Wiecznego Nieba.
Wiele późniejszych źródeł stwierdza, że Mongołowie się nie modlą, ale u Raszida ad-Dina, zachował się tekst modlitwy Czyngis-chana, sprzed wyprawy na Chiny. W jego państwie panowała tolerancja religijna, na dworze chana i wokół niego gromadziło się duchowieństwo wszystkich religii Imperium. Tolerancja ta ograniczona była chyba tylko w przypadku synów chana, którzy nie mogli porzucić religii przodków.

## Rodzina

### Rodzeństwo
Temudżyn miał pięciu braci, trzech rodzonych: Kasara, Kaczi’una, i Temügego zwanego Otcziginem i dwóch przyrodnich Bektera i Belgüteja. Miał też jedną siostrę Temülün.
W dzieciństwie był skonfliktowany z przyrodnimi braćmi. Jednak po zabójstwie Bektera, udało mu się zyskać przychylność Belgüteja, który w pierwszych latach działalności Temudżyna, stał się jednym z jego najważniejszych sprzymierzeńców. Bracia razem pojechali po Börte, razem zdobywają też przyjaźń Ong-chana.
W dalszych latach wszyscy bracia pełnili funkcje dowódcze w armii Czyngis-chana. Najmocniejszą pozycję zdobył, pomimo kilku konfliktów z bratem, Kasar, którego potomkowie byli w protokole imperium uznawani za równych synom Czyngis-chana.

### Żony i dzieci
Pierwszą żoną Temudżyna była Börte. W późniejszym czasie Czyngis-chan poślubił wiele innych kobiet i miał z nimi nieznaną, lecz dużą, liczbę dzieci. Jednak jedynie synowie Börte: Dżoczi, Czagataj, Ugedej i Tołuj byli uznani za dziedziców władcy. Czyngis-chan uznał za swoje wszystkie jej dzieci, mimo że co najmniej w przypadku najstarszego Dżocziego jego ojcostwo było wątpliwe.
Lew Gumilow na podstawie niepewnych źródeł, kwestionuje także jego ojcostwo w wypadku Tołuja. Czyngis-chan wraz z rozwojem swego imperium, poślubiał kolejne kobiety spośród podbitych ludów (zdobywanie pięknych kobiet dla wodza było jednym z podstawowych obowiązków żołnierskich w jego ordzie, w pierwszej przysiędze ułożonej po ogłoszeniu go chanem pojawia się na drugim miejscu, zaraz po prowadzeniu wojen). Zachowały się imiona jedynie kilku z nich: Kada’an, Jesügen-katun, Jesüj-katun, Kułan-katun, Ibaka-beki. Imiona większości jego dzieci z tych związków nie są znane, podobnie jak imiona większości córek Czyngis-chana, choć wiadomo, że było ich wiele (w wyliczeniu dowódców Minganów Temudżyn ośmiu z nich nazywa zięciami, wiadomo też, że wielu poddającym się dobrowolnie wodzom oddawał swe córki za żony).
Pod koniec życia Czyngis-chan popadł w konflikt ze swoim najstarszym synem Dżoczim. Dżoczi, usprawiedliwiając się chorobą, nie przybył na wezwanie ojca, gdy ten chciał rozwiązać jego kolejny spór z Czagatajem. W tym samym czasie urządzał jednak, wraz ze swym dworem, polowania. W niewyjaśnionych okolicznościach Dżoczi zginął kilka miesięcy przed Czyngis-chanem. Wielu historyków uznaje, że został on zamordowany na jego rozkaz, lub wręcz skazany na śmierć za sprzyjanie podbitym ludom (co było powodem sporu z Czagatajem).

## Najważniejsze wydarzenia

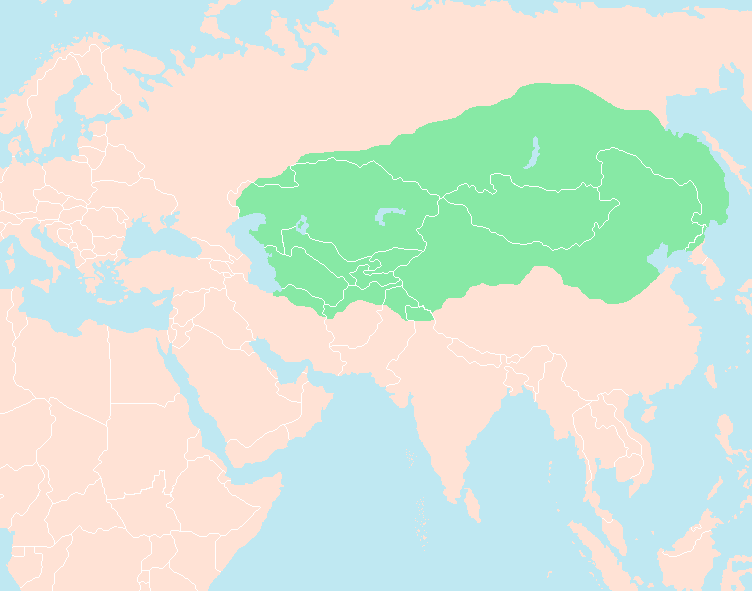
Imperium mongolskie w momencie śmierci Czyngis-chana w 1227 roku

- 1181 – zwycięska wyprawa przeciw Merkitom.
- 1182 – ogłoszenie Temudżyna chanem Mongołów pod imieniem Czyngis-chana.
- 1182 – przegrana bitwa pod Dałan Bałdżit.
- 1201 – koalicja wrogów Czyngis chana pod przywództwem Dżamuki. Początek wojny domowej.
- 1202 – podbicie plemion tatarskich
- 1203 – zwycięska wojna z Kereitami.
- 1205 – bitwa nad Irtyszem, zwycięstwo nad Najmanami i Merkitami.
- 1206 – wielki kurułtaj zebrany u źródeł Ononu uznaje Czyngis-chana kaganem, formalne uznanie jego władzy przez wszystkie ludy, które znalazły się pod jego panowaniem.
- 1209 – rozpoczęcie pierwszej kampanii poza granicami Mongolii, przeciwko Tanguckiemu państwu Xi Xia
- 1210 – władca Xi Xia – Xiangzong proponuje pokój w zamian za daninę i rękę swojej córki
- 1211 – atak na chińskie cesarstwo Jin
- 1215 – zdobycie stolicy cesarstwa Jin – Zhongdu
- 1220 – zburzenie Samarkandy
- 1218–1223 – Temudżyn opanował potężne państwo Chorezm.
- 1223 – bitwa nad Kałką; zwycięstwo Mongołów nad wojskami ruskimi i ich sprzymierzeńcami – Połowcami
- 1226 – wojna z Tangutami
- 1227 – śmierć podczas oblężenia tanguckiej stolicy

## W kulturze popularnej
Filmy
- Zdobywca – film z 1956 roku
- Dżingis chan – film z 1965 roku
- Czyngis-chan – film z 1998 roku
- Czyngis-chan – film z 2005 roku
- Czyngis-chan: Na podbój świata – film z 2007 roku
- Czyngis-chan – film z 2007 roku

### Muzyka
- Dschinghis Khan – utwór grupy muzycznej Dschinghis Khan zawarty na albumie Dschinghis Khan z 1979 roku
- Genghis Khan – utwór grupy muzycznej Cavalera Conspiracy zawarty na albumie Blunt Force Trauma z 2011 roku
- Genghis Khan – utwór grupy heavymetalowej Running Wild zawarty na albumie Gates to Purgatory z 1984 roku
- Genghis Khan – utwór grupy hip-hopowej Jedi Mind Tricks zawarty na albumie Violent by Design z 2000 roku
- Genghis Khan – utwór grupy heavymetalowej Iron Maiden zawarty na albumie Killers z 1981 roku
- The Great Chinggis Khaan – utwór mongolskiej grupy folkmetalowej The HU zawarty na albumie The Gereg z 2019 roku
- Genghis Khan – utwór szwedzkiej grupy indi popowej miike snow
- Jego postać pojawia się w tekście utworu Bloodmeat zespołu Protest The Hero

Gry
- Czyngis-Chan pojawia się jako przywódca cywilizacji mongolskiej w czwartej, piątej i szóstej części serii gier strategicznych Sid Meier’s Civilization